# Liste der Biografien/Vans
Liste der Biografien |
Portal Biografien |
Personensuche
# |
A |
B |
C |
D |
E |
F |
G |
H |
I |
J |
K |
L |
M |
N |
O |
P |
Q |
R |
S |
T |
U |
V |
W |
X |
Y |
Z |
?
 
Va |
Ve |
Vh |
Vi |
Vj |
Vl |
Vn |
Vo |
Vr |
Vs |
Vt |
Vu |
Vy
 
Vaa |
Vab |
Vac |
Vad |
Vae |
Vaf |
Vag |
Vah |
Vai |
Vaj |
Vak |
Val |
Vam |
Van |
Vap |
Vaq |
Var |
Vas |
Vat |
Vau |
Vav |
Vaw |
Vax |
Vay |
Vaz
 
Van A |
Van B |
Van C |
Van D |
Van E |
Van F |
Van G |
Van H |
Van I |
Van K |
Van L |
Van M |
Van N |
Van O |
Van P |
Van Q |
Van R |
Van S |
Van T |
Van U |
Van V |
Van W |
Van Y |
Van Z

Vana |
Vanb |
Vanc |
Vand |
Vane |
Vang |
Vanh |
Vani |
Vanj |
Vank |
Vanl |
Vanm |
Vann |
Vano |
Vanp |
Vanq |
Vanr |
Vans |
Vant |
Vanu |
Vanv |
Vanw |
Vany |
Vanz
Die Liste der Biografien führt alle Personen auf, die in der deutschsprachigen Wikipedia einen Artikel haben. Dieses ist eine Teilliste mit 29 Einträgen von Personen, deren Namen mit den Buchstaben „Vans“ beginnt.

## Vans

### Vansa
- VanSanten, Shantel (* 1985), US-amerikanische Schauspielerin und ModelShantel VanSanten (* 1985)

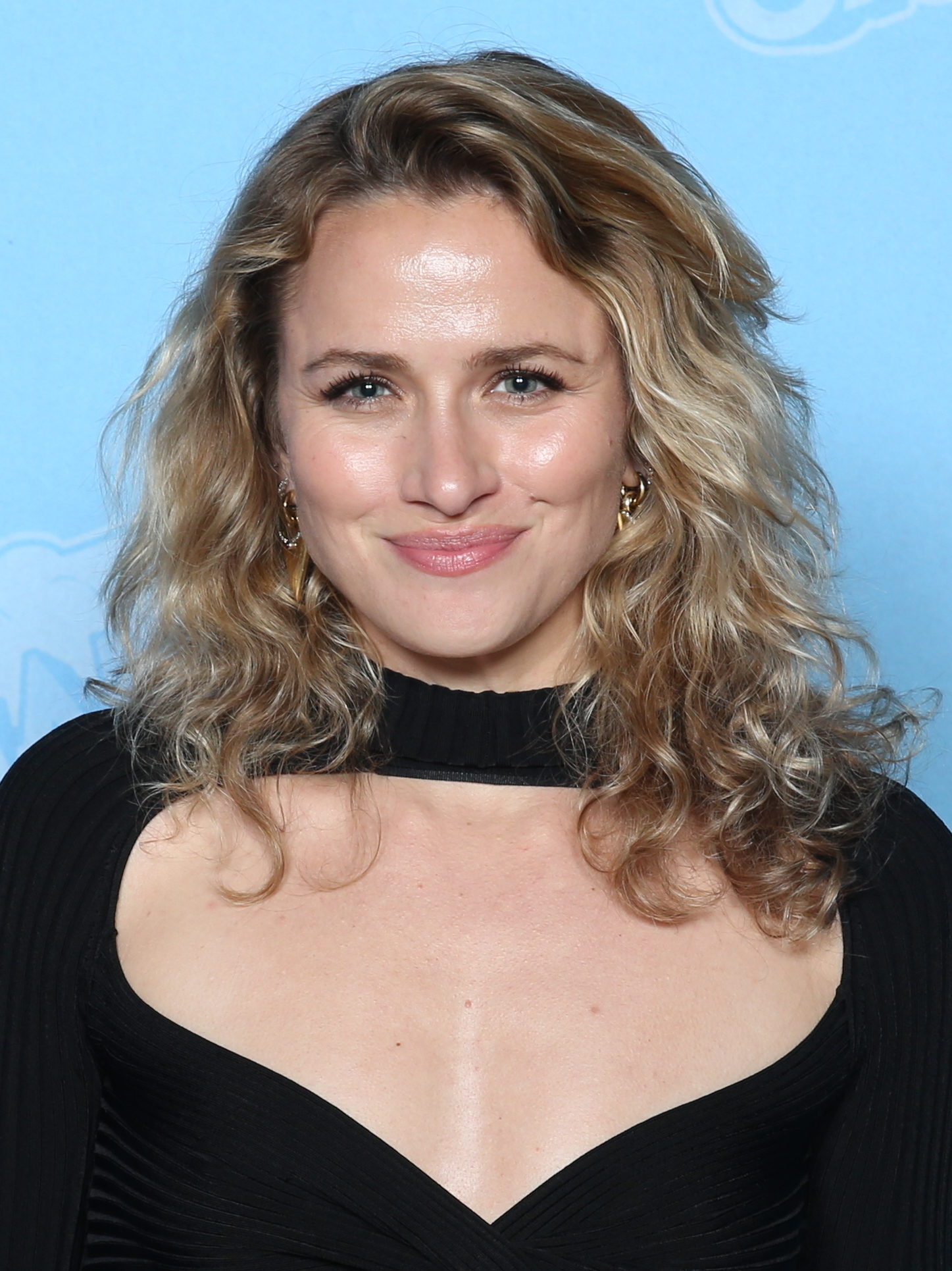
Shantel VanSanten (* 1985)

- Vansavath, Sayyavath (* 2008), laotischer Fußballspieler

### Vanse
- Vanselow, Amandus Karl (1699–1771), deutscher Bürgermeister und Sachbuchautor
- Vanselow, Ernst (* 1876), deutscher Jurist und Kapitän zur See der Kaiserlichen Marine
- Vanselow, Karl (1877–1959), deutscher Schriftsteller, Verleger und Fotograf
- Vanselow, Karl (1879–1969), deutscher Forstwissenschaftler
- Vanselow, Stefan (* 1980), deutscher Kirchenmusiker, Chorleiter, Dirigent und Lehrbeauftragter
- Vansevenant, Mauri (* 1999), belgischer Radrennfahrer
- Vansevenant, Wim (* 1971), belgischer Radrennfahrer
- Vansevičius, Stasys (1927–2014), litauischer Jurist, Rechtshistoriker, Professor an der Universität Vilnius, Patriarch der litauischen Rechtsgeschichte

### Vansi
- Vansier, Natalie (* 1986), kanadische Schauspielerin
- Vansina, Jan (1929–2017), belgischer Ethnologe und Historiker
- Vansittart, Henrietta (1833–1883), britische autodidaktische Ingenieurin und Erfinderin
- Vansittart, Nicholas, 1. Baron Bexley (1766–1851), britischer Politiker, Mitglied des House of Commons
- Vansittart, Robert (1728–1789), englischer Jurist und Hochschullehrer
- Vansittart, Robert, 1. Baron Vansittart (1881–1957), britischer Diplomat
- Vansittart, Rupert (* 1958), britischer Schauspieler

### Vansk
- Vänskä, Osmo (* 1953), finnischer Dirigent
- Vänskä, Sami (* 1976), finnischer Bassist

### Vanso
- Vansová, Terézia (1857–1942), slowakische Schriftstellerin

### Vansp
- Vanspeybrouck, Pieter (* 1987), belgischer Radrennfahrer

### Vanst
- Vansteelant, Benny (1976–2007), belgischer Duathlet
- Vansteelant, Joerie (* 1982), belgischer Duathlet
- Vansteenberghe, Edmond (1881–1943), französischer Philosophiehistoriker und katholischer Theologe und Bischof
- Vansteenkiste, Alois (1928–1991), belgischer Radrennfahrer
- Vanstone, Amanda (* 1952), australische Politikerin
- Vanstone, Ray (1933–2001), kanadischer Mathematiker
- Vanstrattan, Jess (* 1982), australischer Fußballtorwart

### Vansu
- Vansummeren, Johan (* 1981), belgischer Radrennfahrer